# ドマニャーノ
ドマニャーノ（イタリア語: Domagnano）は、サンマリノのカステッロ（コムーネ）。面積6.62平方キロ、人口2865人（2006年）。

## 地理
サンマリノのファエターノ、ボルゴ・マッジョーレ、セラヴァッレおよびイタリアのコリアーノと隣接する。

## 歴史
かつてはその紋章にちなみモンテルーポ（オオカミの山）として知られたドマニャーノは、ローマ期すでに植民地化されていた。記録上に初めて地名があげられるのは1300年ごろのことである。

## 教区
カ・ジャンニーノ (Cà Giannino) 、フィオリーナ (Fiorina) 、ピアンディヴェッロ (Piandivello) 、スパッチョ・ジャンノーニ (Spaccio Giannoni) 、トーラッチャ (Torraccia) の5教区が置かれている。
座標: 北緯43度56分59.92秒 東経12度27分56.32秒 / 北緯43.9499778度 東経12.4656444度